# Tyre York
Tyre York (* 4. Mai 1836 in Rockford, Surry County, North Carolina; † 28. Januar 1916 in Traphill, North Carolina) war ein US-amerikanischer Politiker. Zwischen 1883 und 1885 vertrat er den Bundesstaat North Carolina im US-Repräsentantenhaus.

## Werdegang
Tyre York besuchte die öffentlichen Schulen seiner Heimat und studierte danach in Charleston (South Carolina) Medizin. Nach seiner Zulassung als Arzt begann er ab 1859 in Traphill in diesem Beruf zu praktizieren. Gleichzeitig bewirtschaftete er auch eine Farm. In der Endphase des Bürgerkrieges war er Arzt bei den Heimattruppen des Staates North Carolina.
Nach dem Krieg schlug York auch eine politische Laufbahn ein. In den Jahren 1865, 1866, 1879 und 1887 war er Abgeordneter im Repräsentantenhaus von North Carolina. Außerdem saß er 1876 und 1881 im Staatssenat. Anfang der 1880er Jahre schloss er sich der Anti-Prohibitionsbewegung an. Bei den Kongresswahlen des Jahres 1882 wurde er mit Unterstützung der Republikanischen Partei im siebten Wahlbezirk von North Carolina in das US-Repräsentantenhaus in Washington, D.C. gewählt, wo er am 4. März 1883 die Nachfolge von Robert Franklin Armfield antrat. Da er im Jahr 1884 auf eine erneute Kandidatur verzichtete, konnte er bis zum 3. März 1885 nur eine Legislaturperiode im Kongress absolvieren.
Im Jahr 1884 bewarb sich Tyre York als republikanischer Kandidat um das Amt des Gouverneurs von North Carolina, unterlag aber dem Demokraten Alfred Moore Scales mit 46:54 Prozent der Stimmen. Nach einer letzten Amtszeit im Repräsentantenhaus seines Staates im Jahr 1887 zog er sich aus der Politik zurück. In der Folge arbeitete er wieder in der Landwirtschaft. Er starb am 28. Januar 1916 in Traphill.